# Vacances de la construction

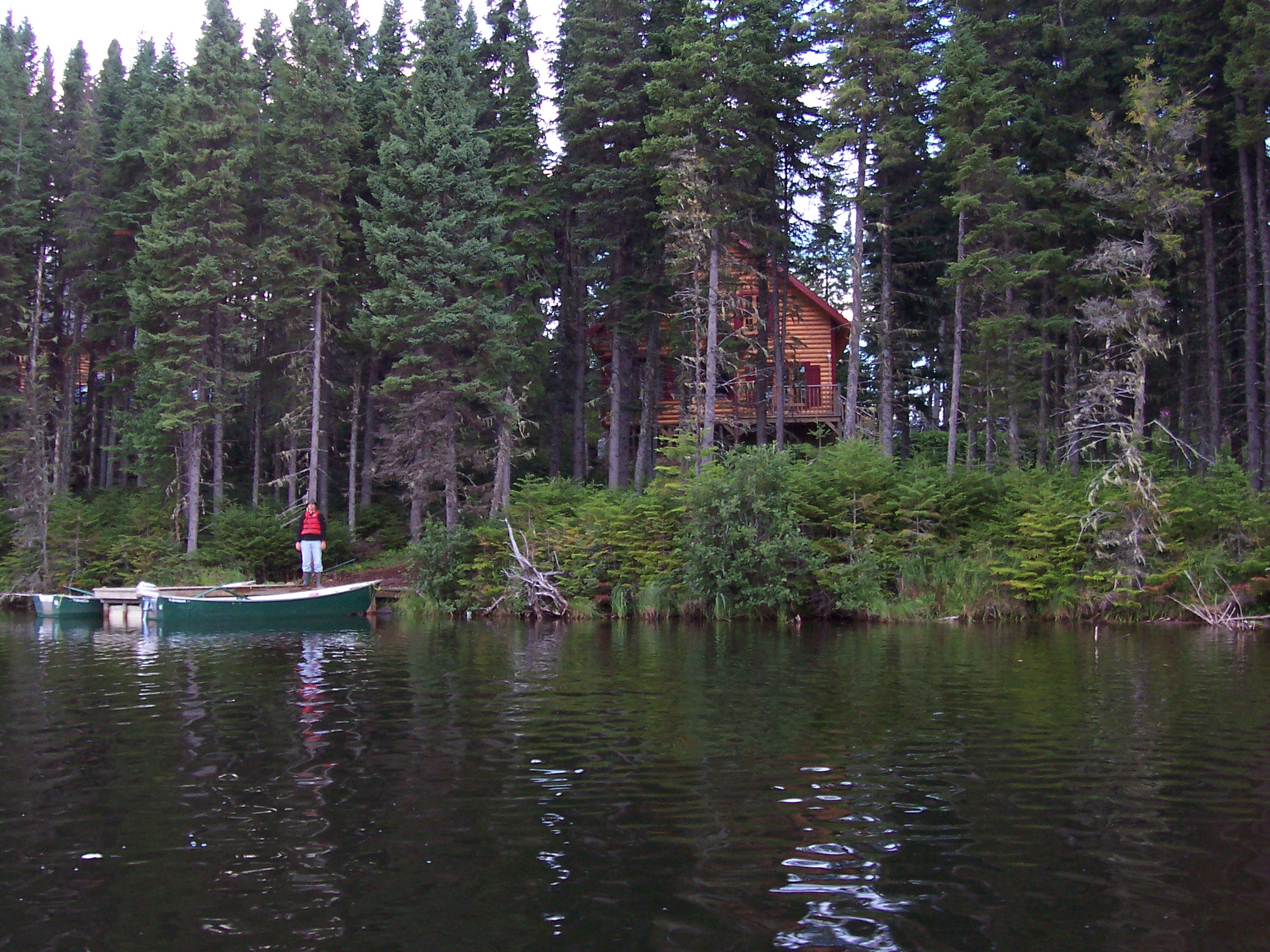
Les vacances de la construction sont une période importante pour le tourisme au Québec.

Les vacances de la construction sont la période de deux semaines durant laquelle presque tous les travailleurs œuvrant sur les chantiers de construction bénéficient d'un congé obligatoire au Québec (Canada).
La Commission de la construction du Québec (CCQ) est chargée de faire respecter la Loi sur les relations de travail, la formation professionnelle et la gestion de la main-d'œuvre dans l'industrie de la construction (Loi R-20), qui encadre l'industrie de la construction au Québec

## Histoire
Traditionnellement, les vacances de la construction se déroulent au cours des deux dernières semaines civiles complètes du mois de juillet. Une loi de 1970 a fait en sorte que de 1971 à 1992, la date officielle des « vacances de la construction » était déterminée par décret. Cependant, depuis 1993, cette date est déterminée lors de la négociation des conventions collectives de l'industrie de la construction du Québec.
Bien que la période des vacances de la construction soit restée les deux dernières semaines de juillet, la notion de semaines complètes a été abandonnée en 2008, 2009 et 2011. En plus des travailleurs de la construction du Québec, plus d'un quart de la main-d'œuvre québécoise prend aussi congé durant cette période : « Durant cette période estivale, on estime qu'environ le quart de la main-d'œuvre active du Québec prend aussi ses vacances. Ainsi, pendant plus de 35 ans, les deux dernières semaines complètes (dimanche à samedi) de juillet marquaient les vacances de la construction. La tradition a été légèrement modifiée depuis 2008. »
En 2018, cette mesure touche un peu plus de 150 000 travailleurs de l'industrie de la construction.

## Retombées économiques pour l'industrie touristique
Les vacances de la construction ont une influence marquée pour le tourisme au Québec : « les vacances de la construction sont importantes pour les chiffres d'affaires des entreprises récréotouristiques. » Elle crée une avalanche de vacanciers.